# ジャニーズWEST LIVE TOUR 2021 rainboW
『ジャニーズWEST LIVE TOUR 2021 rainboW』(ジャニーズ ウエスト ライブ ツアー 2021 レインボー)は、ジャニーズWESTの11作目のライブ・ビデオ。2022年5月11日にジャニーズ・エンタテイメントから発売。

## 概要
2021年4月から6月まで約2年ぶりに行われた有観客ツアー『ジャニーズWEST LIVE TOUR 2021 rainboW』より、5月30日のさいたまスーパーアリーナの公演の模様を収録。
初回仕様(DVD)、初回仕様(Blu-ray)、通常仕様(DVD)、通常仕様(Blu-ray)の4形態で発売。初回盤にはメンバーがライブを観てトークをする様子を副音声で収めたオーディオコメンタリーおよびアンコール映像が3曲、通常盤にはツアーのリハーサルからツアーファイナルまで密着した「Tour Documentary」がそれぞれ収録される。

## 封入特典・仕様
初回盤
- 2枚組
- スペシャルフォトブックパッケージ
- 48Pブックレット

通常盤
- 2枚組
- ポストカード2枚封入

## 収録内容

### Disc 1
※内容は初回・通常、DVD・Blu-ray共通。初回盤のみ副音声でオーディオコメンタリーを収録。約127分収録。
1. OVERTURE
2. Big Dipper
3. Big Shot!!
4. We Can!!
5. ホメチギリスト
6. INTER
7. カメレオン
8. Candy Shop
9. PUSH
10. INTER
11. KNOCK OUT〈TOMOHIRO KAMIYAMA〉
12. “Pinocchio”〈JUNTA NAKAMA〉
13. やさしいひと〈TAKAHIRO HAMADA〉
14. Change your mind！
15. 想イ、フワリ
16. プリンシパルの君へ
17. WA！WA!ワンダフル!!
18. MC
19. 「かなさんどー」〈AKITO KIRIYAMA〉
20. サラリーマンの父さん〈DAIKI SHIGEOKA〉
21. Shadows
22. Paradise
23. 革新論理
24. INTER
25. FLOWER OF  ROMANCE〈RYUSEI FUJII〉
26. B U S Y〈NOZOMU KOTAKI〉
27. INTER
28. 春じゃなくても
29. 証拠
30. サムシング・ニュー
31. ええじゃないか
32. アカンLOVE〜純愛情やで〜
33. ズンドコ パラダイス
34. 週刊うまくいく曜日
35. Rainbow Chaser

### Disc 2
DVD・Blu-ray共通。

#### 初回盤
※約44分収録。
〈ENCORE〉
1. はんぶんこ
2. 「ありがとう」じゃ足りない
3. その先へ…

#### 通常盤
※約104分収録。
1. Tour Documentary

## チャート成績
DVDが3.9万枚、Blu-rayが7.1万枚を売り上げ、2022年5月19日付「週間DVDランキング」「週間BDランキング」共に初登場1位を獲得。合計した「ミュージックDVD・BDランキング」でも11.0万枚で2作連続の初週10万枚超えを記録し、映像3部門での同時1位も獲得した。
また「ミュージックDVD・Blu-ray Disc連続1位獲得作品数」と「ミュージックDVD・Blu-ray Disc通算1位獲得作品数」はともに、歴代2位タイから歴代単独2位に更新した。